# Oxford (Iowa)
Oxford es una ciudad ubicada en el condado de Johnson en el estado estadounidense de Iowa. En el Censo de 2010 tenía una población de 807 habitantes y una densidad poblacional de 343,15 personas por km².

## Geografía
Oxford se encuentra ubicada en las coordenadas 41°43′22″N 91°47′29″O / 41.72278, -91.79139. Según la Oficina del Censo de los Estados Unidos, Oxford tiene una superficie total de 2.35 km², de la cual 2.35 km² corresponden a tierra firme y (0%) 0 km² es agua.

## Demografía
Según el censo de 2010, había 807 personas residiendo en Oxford. La densidad de población era de 343,15 hab./km². De los 807 habitantes, Oxford estaba compuesto por el 92.94% blancos, el 3.35% eran afroamericanos, el 0% eran amerindios, el 1.49% eran asiáticos, el 0% eran isleños del Pacífico, el 0.12% eran de otras razas y el 2.11% pertenecían a dos o más razas. Del total de la población el 2.35% eran hispanos o latinos de cualquier raza.